# Рябов, Иван Иванович
Иван Иванович Рябов (Муксунов) (24 июля 1891, Незнановка, Тамбовская губерния — 19 апреля 1933, Москва) — российский революционер, эсер, член Учредительного собрания.

## Биография
Родился в крестьянской семье, окончил начальную школу. 
С 1905 года был членом ПСР, работал в «крестьянских братствах», был боевиком. В 1908 году был арестован и жестоко избит. В 1909—1912 несколько раз арестовывался, был приговорен к 9 годам каторги по обвинению в убийстве, затем срок был сокращен до 6 лет по несовершеннолетию. Срок каторги отбывал в Бутырской тюрьме. 
Был освобожден после Февральской революции 1917 года. Работал инструктором губернской продовольственной управы. Был избран в Учредительное собрание, был участником его единственного заседания 5 января 1918 года. 
В 1919 вошел в Комитет освобождения Черноморской губернии. Арестовывался в 1920 году. 
Затем работал заведующим техснабжением Узпромсоюза, жил на станции Ильинская в Московской области, был членом Общества политкаторжан и ссыльнопоселенцев. 
Вновь был арестован 1 декабря 1932 года по обвинению во вредительской деятельности и хищениях в крупных размерах и по решению Коллегии ОГПУ от 27 декабря 1932 года был расстрелян 19 апреля 1933 года. Похоронен на Ваганьсковском кладбище. Был реабилитирован в 1970 году.